# Juan Álvarez Mendizábal
Pour les articles homonymes, voir Álvarez et Mendizábal.
 (octobre 2019).
Si vous disposez d'ouvrages ou d'articles de référence ou si vous connaissez des sites web de qualité traitant du thème abordé ici, merci de compléter l'article en donnant les références utiles à sa vérifiabilité et en les liant à la section « Notes et références ».
Juan Álvarez Mendizábal, né Juan Álvarez Méndez (Chiclana de la Frontera, le 25 février 1790 - Madrid, le 3 novembre 1853) était un économiste et homme d'État espagnol.

## Biographie
Fils d'un père marchand de vêtements et d'une mère d'origine juive (raison pour laquelle il a échangé le matronyme Méndez par celui de Mendizábal à partir de 1811), il est élevé dans les milieux de la finance, travaille dans une banque, puis dans l'administration militaire. Il devient franc-maçon et entre dans la loge maçonnique "Le Sublime Tailleur".
En 1820, il est chargé du ravitaillement des troupes envoyées par Ferdinand VII pour mater les révoltes des colonies d'Amérique. Il profite de cette situation pour financer le soulèvement de Rafael del Riego. Au cours de la Guerre civile de 1820-1823, il cesse d'être fonctionnaire, et participe activement aux révoltes contre l'absolutisme.
Lorsque Ferdinand VII restaure son pouvoir absolu, en 1823, Mendizábal émigre au Royaume-Uni avec de nombreux autres révolutionnaires libéraux, et y ouvre une société de commerce.
En 1835, quand José María Queipo de Llano devient premier ministre, il est nommé ministre du Trésor. Le 14 septembre, il succède à Queipo de Llano, tout en conservant le portefeuille du Trésor, alors que la situation économique est très délicate en raison des dépenses dues à la Première guerre carliste. La régente Marie-Christine pensait qu'un premier ministre libéral saurait venir à bout de la rébellion. Le programme de Mendizábal incluait la fin immédiate de la Guerre carliste et l'élimination de la dette publique, ainsi que des mesures anticléricales : suppression de tous les couvents de moins de 12 religieux en juillet 1835, Desamortización Eclesiástica en février 1836 (confiscation d'une partie des biens du clergé), décret d'exclaustración en juillet 1836 (suppression de tous les ordres religieux).
Le mouvement libéral, la régente et Mendizábal étaient soutenus par les nouveaux propriétaires des biens confisqués ; cette mesure n'avait toutefois bénéficié qu'aux gros propriétaires terriens. L'impossibilité de mettre fin à la Guerre carliste força Mendizábal à démissionner en 1836. 
Mais quelques mois plus tard, la révolte de La Granja obligea la reine à accepter un gouvernement radical, et la restauration de la Constitution espagnole de 1812. Mendizábal est alors nommé ministre des Finances, et une série de mesures révolutionnaires sont mises en application (l'abolition des titres de noblesse, la liberté de la presse et de l'édition, la confiscation des biens de l'Église) lors du « desamortización » jusqu'à ce qu'un gouvernement plus modéré soit élu en 1837. Il commanda aussi la démolition en 1837 du monastère Saint Dominique des Frères Prêcheurs, ancien palais de l'Inquisition à Palma, où avaient été torturés et exécutés des Chuetas d'origine juive et autres hérétiques de l'époque, dont la population locale gardait le souvenir vif mais qui en voulut longtemps à Mendizábal pour cet acte « iconoclaste ».
Mendizábal reçoit à nouveau le portefeuille de ministre des Finances en 1843, mais doit partir en exil peu après, les modérés étant revenus au pouvoir.
Il revient en Espagne en 1847, et occupe un siège aux Cortès jusqu'à sa mort, survenue en 1853.